# Шутертал
Шутертал (њем. Schuttertal) општина је у њемачкој савезној држави Баден-Виртемберг. Једно је од 51 општинског средишта округа Ортенау. Према процјени из 2010. у општини је живјело 3.270 становника. Посједује регионалну шифру (AGS) 8317121.

## Географски и демографски подаци
Шутертал се налази у савезној држави Баден-Виртемберг у округу Ортенау. Општина се налази на надморској висини од 287 метара. Површина општине износи 50,3 km². У самом мјесту је, према процјени из 2010. године, живјело 3.270 становника. Просјечна густина становништва износи 65 становника/km².